# Cesare Merzagora

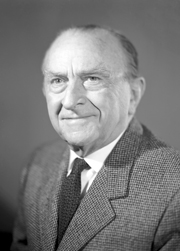
Cesare Merzagora

Cesare Merzagora (Milaan, 9 november 1898 - Rome, 1 mei 1991) was een Italiaans politicus. 

## Levensloop
Van 1950 tot 1952 was hij voorzitter van de Banca Popolare di Milano en van 1953 tot 1967 van de Italiaanse Senaat. In 1963 werd hij benoemd tot senator voor het leven en in 1964 was hij interim-president van Italië tussen het aftreden van Antonio Segni en de verkiezing van Giuseppe Saragat.
Voor de Italiaanse Democrazia Cristiana was hij meermaals presidentskandidaat en gedurende zijn hele politieke carrière was hij aan de partij gebonden, hoewel hij nooit officieel lid werd van de DC.